# Łątka zielona
Łątka zielona (Coenagrion armatum) – euroazjatycki gatunek ważki z rodziny łątkowatych (Coenagrionidae). 

## Morfologia
Przedstawiciele rodziny Coenagrionidae posiadają dwie podobne pary wąskich skrzydeł, które trzoneczkowato zwężają się u nasady. Zarówno osobniki dorosłe, jak i larwy, są zazwyczaj zielonawe. 
Tułów samców Coenagrion armatum ma zielonkawe zabarwienie. Na wierzchu odwłoka widoczne są rozległe czarne plamy. Drugi segment odwłoka jest jasnoniebieski z charakterystyczną czarną plamą na jego tylnej krawędzi. Znajdujące się na końcu odwłoka dolne przydatki analne są łyżeczkowate, górne zaś zredukowane. Samica zazwyczaj przypomina ubarwieniem samca, jednak może być ona czerwonawa. 
Długość ciała sięga 34 mm, rozpiętość skrzydeł 42 mm. 

## Występowanie
Występuje w Europie (północnej, środkowej i wschodniej) oraz na Syberii. W 2006 odnotowano jej pojawienie się w Armenii. Na terenie Polski jest gatunkiem rzadkim, zanikającym. Występuje głównie we wschodniej części kraju.
Osobniki dorosłe (imagines) latają bardzo krótko, w zależności od pogody, w okresie od końca kwietnia do połowy czerwca. Występuje w płytkich wodach stojących. 

## Ekologia
Larwy gatunków z rodziny Coenagrionidae, w tym larwy Coenagrion armatum, są drapieżne. Polowanie ułatwia im maskujące zielonkawe ubarwienie. Ofiarę chwytają kleszczowatymi szczękami. Rozwój larw następuje w płytkich częściach zbiorników wodnych, na mulisto-detrytusowym dnie oraz na roślinach. Dorosłe osobniki są aktywnymi drapieżnikami. Łątka zielona żyje przede wszystkim na obrzeżach torfowisk, a także nad bogatymi w roślinność stawami i mniejszymi zbiornikami. Jaja składane są do żywych lub martwych tkanek helofitów za pomocą pokładełka. Imagines można spotkać od połowy maja do końca czerwca, szczególnie w pierwszych tygodniach czerwca.

## Znaczenie w ochronie środowiska
Coenagrion armatum jest w Polsce gatunkiem rzadkim i wymierającym. Jest to spowodowane prowadzeniem zabiegów melioracyjnych, wskutek czego wysychają niewielkie zbiorniki wodne, przy których żyją przedstawiciele tego gatunku. Negatywnie na liczebność tego gatunku wpływają także silne zmiany poziomu wody w cyklu rocznym, eutrofizacja małych zbiorników wodnych oraz osuszanie torfowisk.
Na terenie Polski łątka zielona jest objęta częściową ochroną gatunkową, a dawniej ochroną ścisłą. Jej siedliska znajdują się na terenach parków narodowych. Gatunek znajduje się na Czerwonej liście zwierząt ginących i zagrożonych w Polsce oraz w Polskiej czerwonej księdze zwierząt. Bezkręgowce, jako gatunek o krytycznym stopniu zagrożenia. W Czerwonej księdze gatunków zagrożonych IUCN jest klasyfikowany jako gatunek najmniejszej troski.

## Znaczenie dla gospodarki
Ze względu na to, iż łątka zielona jest w Polsce gatunkiem zagrożonym, obecność przedstawicieli tego gatunku na terenach planowanych inwestycji może uniemożliwić ich realizację.